# Haiti államfőinek listája
Az alábbi lista tartalmazza Haiti államfőit (elnökeit, császárait, katonai bizottságok vezetőit stb.) az ország függetlenné válásától kezdődően. 1806 és 1820 között Haiti kettészakadt a Henri Cristoph vezette északi Haiti Államra és Alexandre Pétion Haiti Köztársaságára. 

## Haiti államfőinek listája (1791–től)
| #  | Kép | Név                                | Hivatala kezdete     | Hivatala vége        | Megnevezés |
| -- | --- | ---------------------------------- | -------------------- | -------------------- | --- |
|    |     | Toussaint Louverture               | 1791. január 1.      | 1802. május 6.       | A haiti forradalom vezére, Haiti kormányzója Hispaniola spanyol részének megszállása után az egész sziget kormányzója |
|    |     | Jean-Jacques Dessalines (I. Jakab) | 1804. január 1.      | 1806. október 17.    | Haiti kormányzója (1804. január 1. – 1804. szeptember 22.) Haiti császára (1804. szeptember 22. – 1806. október 17.) |
|    |     | Henri Christophe (I. Henrik)       | 1806. október 17.    | 1820. október 8.     | Ideiglenes kormányfő (1806. október 17. - 1807. február 17.) a Haiti Állam elnöke (1807. február 17. – 1811. március 28.) Haiti királya (1811. március 28. – 1820. október 8.) Uralma az ország északi felére szorítkozott |
| 1  |     | Alexandre Pétion                   | 1806. október 17.    | 1818. március 29.    | A Haiti Köztársaság elnöke Uralma az ország déli részére szorítkozott |
| 2  |     | Jean-Pierre Boyer                  | 1818. március 30.    | 1843. február 13.    | elnök a déli Haiti Köztársaság elnöke 1820-tól az egész ország, 1822-től egész Hispaniola vezetője |
| 3  |     | Charles Rivière-Hérard             | 1843. április 4.     | 1844. május 3.       | elnök |
| 4  |     | Philippe Guerrier                  | 1844. május 3.       | 1845. április 15.    | elnök |
| 5  |     | Jean-Louis Pierrot                 | 1845. április 16.    | 1846 március 24.     | elnök |
| 6  |     | Jean-Baptiste Riché                | 1846. március 24.    | 1847. február 28.    | elnök |
| 7  |     | Faustin Soulouque (I. Fausztin)    | 1847. március 2.     | 1859. január 22.     | elnök (1847. március 2. – 1849. augusztus 26.) Haiti császára (1849. augusztus 26. – 1859. január 22.) |
| 8  |     | Fabre Geffrard                     | 1859. január 22.     | 1867. március 13.    | elnök |
|    |     | Nissage Saget                      | 1867. március 20.    | 1867. május 2.       | ideiglenes elnök |
| 9  |     | Sylvain Salnave                    | 1867. május 4.       | 1869. december 27.   | elnök |
| 10 |     | Nissage Saget                      | 1869. december 27.   | 1874. május 14.      | elnök |
|    |     | Minisztertanács                    | 1874. május 14.      | 1874. június 14.     | Minisztertanács |
| 11 |     | Michel Domingue                    | 1874. június 14.     | 1876. április 15.    | elnök |
| 12 |     | Pierre Théoma Boisrond-Canal       | 1876. április 23.    | 1879. július 17.     | ideiglenes elnök (1876. április 23. – 1876. július 17.) elnök (1876. július 17. – 1879. július 17.) |
|    |     | Joseph Lamothe                     | 1879. július 26.     | 1879. október 2.     | ideiglenes elnök |
| 13 |     | Lysius Salomon                     | 1879. október 2.     | 1888. augusztus 10.  | elnök |
|    |     | Pierre Théoma Boisrond-Canal       | 1888. augusztus 10.  | 1888. október 16.    | ideiglenes elnök |
| 14 |     | François Denys Légitime            | 1888. október 16.    | 1889. augusztus 23.  | elnök |
|    |     | Monpoint Jeune                     | 1889. augusztus 23.  | 1889. október 17.    | ideiglenes elnök |
| 15 |     | Florvil Hyppolite                  | 1889. október 17.    | 1896. március 24.    | elnök |
| 16 |     | Tirésias Simon Sam                 | 1896. március 31.    | 1902. május 12.      | elnök |
|    |     | Pierre Théoma Boisrond-Canal       | 1902. május 26.      | 1902. december 17.   | ideiglenes elnök |
| 17 |     | Pierre Nord Alexis                 | 1902. december 21.   | 1908. december 2.    | elnök |
| 18 |     | François C. Antoine Simon          | 1908. december 6     | 1911. augusztus 3.   | elnök |
| 19 |     | Cincinnatus Leconte                | 1911. augusztus 15.  | 1912. augusztus 8.   | elnök (Jean-Jacques Dessalines császár dédunokája) |
| 20 |     | Tancrède Auguste                   | 1912. augusztus 8.   | 1913. május 2.       | elnök |
| 21 |     | Michel Oreste                      | 1913. május 12.      | 1914. január 27.     | elnök |
| 22 |     | Oreste Zamor                       | 1914. február 8.     | 1914. október 29.    | elnök |
| 23 |     | Joseph Davilmar Théodore           | 1914. november 7.    | 1915. február 22.    | elnök |
| 24 |     | Vilbrun Guillaume Sam              | 1915. február 25.    | 1915. július 28.     | elnök (Tirésias Simon Sam elnök fia) |
| 25 |     | Philippe Sudré Dartiguenave        | 1915. augusztus 12.  | 1922. május 15.      | elnök (amerikai megszállás alatt) |
| 26 |     | Louis Borno                        | 1922. május 15.      | 1930. május 15.      | elnök (amerikai megszállás alatt) |
| 27 |     | Louis Eugène Roy                   | 1930. május 15.      | 1930. november 18.   | elnök (amerikai megszállás alatt) |
| 28 |     | Sténio Vincent                     | 1930. november 18.   | 1941. május 15.      | elnök (1934-ig amerikai megszállás alatt) |
| 29 |     | Élie Lescot                        | 1941. május 15.      | 1946. január 11.     | elnök |
|    |     | Franck Lavaud                      | 1946. január 11.     | 1946. augusztus 16.  | a Katonai Végrehajtó Bizottság elnöke |
| 30 |     | Dumarsais Estimé                   | 1946. augusztus 16.  | 1950. május 10.      | elnök |
|    |     | Franck Lavaud                      | 1950. május 10.      | 1950. december 6.    | a kormányzó junta vezetője |
| 31 |     | Paul Magloire                      | 1950. december 6.    | 1956. december 12.   | elnök |
|    |     | Joseph Nemours Pierre-Louis        | 1956. december 12.   | 1957. február 3.     | ideiglenes elnök |
|    |     | Franck Sylvain                     | 1957. február 7.     | 1957. április 2.     | ideiglenes elnök |
|    |     | Ideiglenes Kormányzótanács         | 1957. április 2.     | 1957. május 25.      | Ideiglenes Kormányzótanács |
|    |     | Daniel Fignolé                     | 1957. május 25.      | 1957. június 14.     | ideiglenes elnök |
|    |     | Antonio Thrasybule Kébreau         | 1957. június 14.     | 1957. október 22.    | A Katonai Tanács elnöke |
| 32 |     | François Duvalier                  | 1957. október 22.    | 1971. április 21.    | elnök (1957. október 22. – 1964. június 22.) örökös elnök (1964. június 22. – 1971. április 21.) |
| 33 |     | Jean-Claude Duvalier               | 1971. április 21.    | 1986. február 7.     | örökös elnök |
| 34 |     | Henri Namphy                       | 1986. február 7.     | 1988. február 7.     | elnök |
| 35 |     | Leslie Manigat                     | 1988. február 7.     | 1988. június 20.     | elnök |
| 36 |     | Henri Namphy                       | 1988. június 20.     | 1988. szeptember 17. | elnök |
| 37 |     | Prosper Avril                      | 1988. szeptember 17. | 1990. március 10.    | elnök |
|    |     | Hérard Abraham                     | 1990. március 10.    | 1990. március 13.    | ügyvezető elnök |
|    |     | Ertha Pascal-Trouillot             | 1990. március 13.    | 1991. február 7.     | ideiglenes elnök |
| 38 |     | Jean-Bertrand Aristide             | 1991. február 7.     | 1991. szeptember 30. | elnök |
|    |     | Raoul Cédras                       | 1991. szeptember 30. | 1991. október 8.     | ügyvezető elnök (a kormányzó junta vezetője 1991-től 1994. október 12-ig) |
|    |     | Joseph Nérette                     | 1991. október 8.     | 1992. június 19.     | ideiglenes elnök |
|    |     | Marc Louis Bazin                   | 1992. június 19.     | 1993. június 15.     | ügyvezető elnök |
| 39 |     | Jean-Bertrand Aristide             | 1993. június 15.     | 1994. május 12.      | elnök (száműzetésben) |
|    |     | Émile Jonassaint                   | 1994. május 12.      | 1994. október 12.    | ideiglenes elnök |
| 40 |     | Jean-Bertrand Aristide             | 1994. október 12.    | 1996. február 7.     | elnök |
| 41 |     | René Préval                        | 1996. február 7.     | 2001. február 7.     | elnök |
| 42 |     | Jean-Bertrand Aristide             | 2001. február 7.     | 2004. február 29.    | elnök |
|    |     | Boniface Alexandre                 | 2004. február 29.    | 2006. május 14.      | ideiglenes elnök |
| 43 |     | René Préval                        | 2006. május 14.      | 2011. május 14.      | elnök |
| 44 |     | Michel Martelly                    | 2011. május 14.      | 2016. február 7.     | elnök |
|    |     | Jocelerme Privert                  | 2016. február 14.    | 2017. február 7.     | ideiglenes elnök |
| 45 |     | Jovenel Moïse                      | 2017. február 7.     | 2021. július 7.      | elnök |
|    |     | Claude Joseph                      | 2021. július 7.      | 2021. július 20.     | ideiglenes elnök |
|    |     | Ariel Henry                        | 2021. július 20.     | 2024. április 25.    | ideiglenes elnök |
|    |     | Átmeneti Elnöki Tanács             | 2024. április 25.    | 2024. április 30.    | ideiglenes elnök |
|    |     | Edgard Leblanc Fils                | 2024. április 30.    |                      | ideiglenes elnök |

## Fordítás
- Ez a szócikk részben vagy egészben  a   List of heads of state of Haiti című angol Wikipédia-szócikk ezen változatának fordításán alapul.  Az eredeti cikk szerkesztőit annak laptörténete sorolja fel. Ez a jelzés csupán a megfogalmazás eredetét és a szerzői jogokat jelzi, nem szolgál a cikkben szereplő információk forrásmegjelöléseként.